# Franska protektoratet Marocko

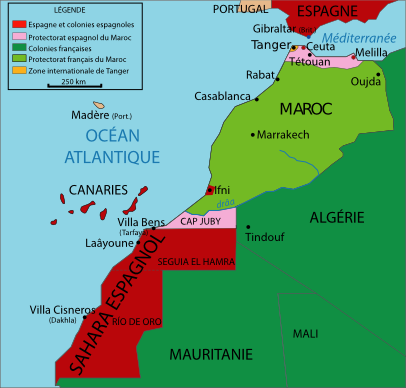
Franska Marocko i ljusgrönt, Spanska Marocko i rosa, franska kolonier i mörkgrönt och Spanien samt spanska kolonier i rött.

Franska protektoratet Marocko kallades den del av Marocko som var ett franskt protektorat under åren 1912-1956. Området utgjorde större delen av Marocko, medan nordkusten och landområdet närmast innanför detta samt en del i söder var spanskt protektorat (Spanska Marocko). För närmare uppgifter, se Marockos historia.